# العلاقات الرواندية الكوستاريكية
العلاقات الرواندية الكوستاريكية هي العلاقات الثنائية التي تجمع بين رواندا وكوستاريكا.

## مقارنة بين البلدين
هذه مقارنة عامة ومرجعية للدولتين:
| وجه المقارنة                                              | رواندا                                        | كوستاريكا                                 |
| --------------------------------------------------------- | --------------------------------------------- | ----------------------------------------- |
| المساحة (كم2)                                             | 26.34 ألف                                     | 51.10 ألف                                 |
| عدد السكان (نسمة)                                         | 12.21 مليون                                   | 4.91 مليون                                |
| الكثافة السكانية (ن./كم²)                                 | 463.55                                        | 96.09                                     |
| العاصمة                                                   | كيغالي                                        | سان خوسيه                                 |
| اللغة الرسمية                                             | اللغة الكينيارواندا، لغة إنجليزية، لغة فرنسية | اللغة الإسبانية                           |
| العملة                                                    | فرنك رواندي                                   | كولون كوستاريكي                           |
| الناتج المحلي الإجمالي (بليون دولار)                      | 9.14 مليار                                    | 57.06 مليار                               |
| الناتج المحلي الإجمالي (تعادل القوة الشرائية) بليون دولار | 20.46 مليار                                   | 74.98 مليار                               |
| الناتج المحلي الإجمالي الاسمي للفرد دولار أمريكي          | 697                                           | 11.26 ألف                                 |
| الناتج المحلي الإجمالي للفرد دولار أمريكي                 | 1.66 ألف                                      | 14.92 ألف                                 |
| مؤشر التنمية البشرية                                      | 0.483                                         | 0.766                                     |
| رمز المكالمات الدولي                                      | +250                                          | +506                                      |
| رمز الإنترنت                                              | .rw                                           | .cr، قائمة نطاقات المستوى الأعلى للإنترنت |
| المنطقة الزمنية                                           | ت ع م+02:00                                   | 00                                        |

## منظمات دولية مشتركة
يشترك البلدان في عضوية مجموعة من المنظمات الدولية، منها:
| علم المنظمة | اسم المنظمة                               | تاريخ انضمام رواندا | تاريخ انضمام كوستاريكا |
| ----------- | ----------------------------------------- | ------------------- | ---------------------- |
|             | الاتحاد البريدي العالمي                   | ?                   | ?                      |
|             | يونسكو                                    | 7 نوفمبر 1962       | 19 مايو 1950           |
|             | البنك الدولي للإنشاء والتعمير             | 30 سبتمبر 1963      | 8 يناير 1946           |
|             | منظمة التجارة العالمية                    | ?                   | ?                      |
|             | وكالة ضمان الاستثمار متعدد الأطراف        | 27 سبتمبر 2002      | 8 فبراير 1994          |
|             | الاتحاد الدولي للاتصالات                  | 12 ديسمبر 1962      | 13 سبتمبر 1932         |
|             | منظمة الشرطة الجنائية الدولية             | ?                   | ?                      |
|             | مؤسسة التمويل الدولية                     | 6 نوفمبر 1975       | 20 يوليو 1956          |
|             | الأمم المتحدة                             | 18 سبتمبر 1962      | 2 نوفمبر 1945          |
|             | مؤسسة التنمية الدولية                     | 30 سبتمبر 1963      | 30 يونيو 1961          |
|             | منظمة حظر الأسلحة الكيميائية              | ?                   | ?                      |
|             | المركز الدولي لتسوية المنازعات الاستشارية | 14 نوفمبر 1979      | 27 مايو 1993           |

## وصلات خارجية
- موقع وزارة الخارجية الرواندية
- موقع وزارة الخارجية الكوستاريكية